# Machaerota signatipennis
Machaerota signatipennis är en insektsart som beskrevs av Maa 1963. Machaerota signatipennis ingår i släktet Machaerota och familjen Machaerotidae. Inga underarter finns listade i Catalogue of Life.